# Макдоннелл, Роберт
Роберт Френсис (Боб) Макдоннелл (англ. Robert Francis "Bob" McDonnell — американский политик, представляющий Республиканскую партию. Губернатор штата Виргиния в 2010—2014 годах.
6 января 2015 года был осуждён на 2 года за коррупцию.